# Stadio Ceahlăul
Lo stadio Ceahlăul (in romeno Stadionul Ceahlăul) è un impianto sportivo polivalente situato a Piatra Neamț, in Romania.
La struttura è utilizzata soprattutto per gli incontri casalinghi della principale squadra di calcio locale, il Ceahlăul: il nome deriva da uno dei più noti massicci montuosi della Romania, il Ceahlău, nei Carpazi Orientali.